# Saison 2007-2008 du FC Sochaux-Montbéliard
Maillots
Chronologie
Saison précédente Saison suivante
La saison 2007-2008 du FC Sochaux-Montbéliard, club de football de Ligue 1, est marquée par le retour du club sur la scène européenne, grâce à la qualification en Coupe UEFA, trois ans après la dernière campagne. 
Le FCSM dispute par ailleurs le Trophée des champions contre l'Olympique lyonnais pour la première fois de son histoire, après avoir remporté la Coupe de France 2007 la saison passée.
Les Sochaliens restent longtemps relégables. Une série de cinq victoires entre la 26e et la 32e journée leur permet de sortir de la zone de relégation et d'atteindre finalement la 14e place.

## Résultats en compétitions nationales
- 60e saison en Ligue 1 : 14e/20 avec 44 points
- Coupe de France : éliminé en huitièmes de finale par l'Olympique lyonnais
- Coupe de la Ligue : élimininé en seizième de finale par Valenciennes FC
- Trophée des champions: Finaliste face à l'Olympique lyonnais

### Résultats par journée
| Journée   | 01 | 02 | 03 | 04 | 05 | 06 | 07 | 08 | 09 | 10 | 11 | 12 | 13 | 14 | 15 | 16 | 17 | 18 | 19 | 20 | 21 | 22 | 23 | 24 | 25 | 26 | 27 | 28 | 29 | 30 | 31 | 32 | 33 | 34 | 35 | 36 | 37 | 38 |
| --------- | -- | -- | -- | -- | -- | -- | -- | -- | -- | -- | -- | -- | -- | -- | -- | -- | -- | -- | -- | -- | -- | -- | -- | -- | -- | -- | -- | -- | -- | -- | -- | -- | -- | -- | -- | -- | -- | -- |
| Terrain   | E  | D  | E  | D  | E  | D  | E  | D  | E  | D  | E  | D  | E  | D  | E  | D  | E  | E  | D  | E  | D  | E  | D  | E  | D  | E  | D  | E  | D  | E  | D  | E  | D  | E  | D  | D  | E  | D  |
| Résultats | N  | D  | N  | D  | D  | D  | N  | N  | V  | D  | N  | V  | N  | N  | D  | D  | D  | V  | D  | V  | N  | D  | V  | D  | N  | V  | N  | V  | N  | V  | V  | V  | N  | D  | N  | N  | D  | D  |

| Journée | 01 | 02 | 03 | 04 | 05 | 06 | 07 | 08 | 09 | 10 | 11 | 12 | 13 | 14 | 15 | 16 | 17 | 18 | 19 | 20 | 21 | 22 | 23 | 24 | 25 | 26 | 27 | 28 | 29 | 30 | 31 | 32 | 33 | 34 | 35 | 36 | 37 | 38 |
| ------- | -- | -- | -- | -- | -- | -- | -- | -- | -- | -- | -- | -- | -- | -- | -- | -- | -- | -- | -- | -- | -- | -- | -- | -- | -- | -- | -- | -- | -- | -- | -- | -- | -- | -- | -- | -- | -- | -- |
| Points  | 1  | 1  | 2  | 2  | 2  | 2  | 3  | 4  | 7  | 7  | 8  | 11 | 12 | 13 | 13 | 13 | 13 | 16 | 16 | 19 | 20 | 20 | 23 | 23 | 24 | 27 | 28 | 31 | 32 | 35 | 38 | 41 | 42 | 42 | 43 | 44 | 44 | 44 |
| Place   | 9  | 17 | 16 | 19 | 19 | 19 | 17 | 19 | 17 | 19 | 19 | 17 | 18 | 19 | 19 | 19 | 19 | 19 | 19 | 19 | 19 | 19 | 19 | 19 | 19 | 19 | 19 | 18 | 18 | 16 | 14 | 13 | 13 | 14 | 13 | 13 | 14 | 14 |

## Résultats en compétitions européennes
- Coupe UEFA: éliminé au premier tour par le Panionios Athènes

| - Mevlüt Erding : 11 buts - Valter Birsa, Stéphane Dalmat, Michaël Isabey, Guirane N'Daw : 3 buts - Romain Pitau, Jérémie Bréchet : 2 buts - Julien Quercia, Fabrice Pancrate, Nicolas Maurice-Belay, Damien Perquis, Sébastien Grax : 1 but - Ronald Zubar, Laurent Bonnart : 1 but (csc) |  | - Mevlüt Erding : 11 buts - Michaël Isabey : 5 buts - Valter Birsa: 4 buts - Stéphane Dalmat, Guirane N'Daw : 3 buts - Romain Pitau, Moumouni Dagano, Jérémie Bréchet : 2 buts - Julien Quercia, Damien Perquis, Fabrice Pancrate, Nicolas Maurice-Belay, Kandia Traoré, Sébastien Grax : 1 but - Bennard Yao Kumordzi, Ronald Zubar, Laurent Bonnart : 1 but (csc) |

## Effectif
à la fin de saison
Joueurs prêtés
| Nom              | Poste     | Naissance       | Nationalité sportive | Club          |
| Hakim El Bounadi | défenseur | 9 août 1986     | Maroc                | Clermont Foot |
| Valéry Mézague   | milieu    | 8 décembre 1983 | Cameroun             | Le Havre AC   |
| Robin Previtali  | milieu    | 5 juin 1987     | France               | AS Beauvais   |
| Álvaro Santos    | attaquant | 30 janvier 1980 | Brésil               | RC Strasbourg |

## Détail des matchs

### Matchs amicaux
| Match de préparation 1 7 juillet 2007 | FC Sochaux-Montbéliard   | 1–1 | Chakhtior Donetsk | 19:00 - Stade Paul Robbe, Pontarlier              |                                                   |
|                                       | Gavanon 13e · Erding 16e |     | Jadson 69e        | Spectateurs : 1 000 Arbitrage : Sébastien Moreira | Spectateurs : 1 000 Arbitrage : Sébastien Moreira |
|                                       | Rapport                  |     |                   | Spectateurs : 1 000 Arbitrage : Sébastien Moreira | Spectateurs : 1 000 Arbitrage : Sébastien Moreira |

| Match de préparation 2 11 juillet 2007 | FC Sochaux-Montbéliard | 0–0 | Grenoble Foot | 19:00 - Stade du Pâtis, St-Loup/Semouse       |
|                                        |                        |     |               | Spectateurs : 2 000 Arbitrage : Philippe Kalt |
|                                        | Rapport                |     |               |                                               |

| Match de préparation 3 14 juillet 2007 | FC Sochaux-Montbéliard        | 2–1 | Rapid Bucarest | 18:30 - Stade des Prés-Domont, Alle (Suisse)     |                                                  |
|                                        | Birsa 43e (pen.) · Isabey 75e |     | Maftei 8e      | Spectateurs : 1 200 Arbitrage : Madame Pequignat | Spectateurs : 1 200 Arbitrage : Madame Pequignat |
|                                        | Rapport                       |     |                | Spectateurs : 1 200 Arbitrage : Madame Pequignat | Spectateurs : 1 200 Arbitrage : Madame Pequignat |

| Match de préparation 4 20 juillet 2007 | FC Sochaux-Montbéliard | 0–0 | Legia Varsovie | 19:00 - Stade Auguste-Bonal, Montbéliard       |                                                |
|                                        |                        |     | Augustyn 85e   | Spectateurs : 3 000 Arbitrage : Clément Turpin | Spectateurs : 3 000 Arbitrage : Clément Turpin |
|                                        | Rapport                |     |                | Spectateurs : 3 000 Arbitrage : Clément Turpin | Spectateurs : 3 000 Arbitrage : Clément Turpin |

----
| Match de préparation 5 25 juillet 2007 | Besançon RC                                        | 4–2 | FC Sochaux-Montbéliard  | 19:00 - Stade Léo Lagrange, Besançon              |                                                   |
|                                        | Rangdet 2e · Rangdet 59e · Rangdet 60e · Goyon 72e |     | Quercia 27e · Birsa 84e | Spectateurs : 3 000 Arbitrage : Sébastien Moreira | Spectateurs : 3 000 Arbitrage : Sébastien Moreira |
|                                        | Rapport                                            |     |                         | Spectateurs : 3 000 Arbitrage : Sébastien Moreira | Spectateurs : 3 000 Arbitrage : Sébastien Moreira |

----
| Match amical 7 septembre 2007 | FC Sochaux-Montbéliard | 1–0 | FC Gueugnon | 18:00 - Stade Paul Martin, Tavaux              |                                                |
|                               | Dalmat 60e             |     |             | Spectateurs : 500 Arbitrage : Monsieur Vincent | Spectateurs : 500 Arbitrage : Monsieur Vincent |
|                               | Rapport                |     |             | Spectateurs : 500 Arbitrage : Monsieur Vincent | Spectateurs : 500 Arbitrage : Monsieur Vincent |

----
| Match amical 12 octobre 2007 | FC Sochaux-Montbéliard | 1–0 | Neuchâtel Xamax | 19:00 - Stade Roger-Serzian, Belfort          |                                               |
|                              | Isabey 70e             |     |                 | Spectateurs : 500 Arbitrage : Monsieur Uffert | Spectateurs : 500 Arbitrage : Monsieur Uffert |
|                              | Rapport                |     |                 | Spectateurs : 500 Arbitrage : Monsieur Uffert | Spectateurs : 500 Arbitrage : Monsieur Uffert |

----
| Match amical 16 novembre 2007 | FC Sochaux-Montbéliard                        | 3–1 | FC Thoune | 18:30 - Stade municipal de Boncourt, Boncourt (Suisse) |                                                 |
|                               | Perquis 4e · Daf 9e · Dagano 26e · Isabey 75e |     | Dosek 19e | Spectateurs : 200 Arbitrage : Monsieur Speranda        | Spectateurs : 200 Arbitrage : Monsieur Speranda |
|                               | Rapport                                       |     |           | Spectateurs : 200 Arbitrage : Monsieur Speranda        | Spectateurs : 200 Arbitrage : Monsieur Speranda |

### Trophée des champions2007
| Trophée des champions 28 juillet 2007 | Olympique lyonnais Vainqueur de la Ligue 1 | 2–1 | FC Sochaux-Montbéliard Vainqueur de la Coupe de France | 17:50 - Stade de Gerland, Lyon                 |                                                |
|                                       | Govou 21e · Cris 43e · Toulalan 69e        |     | Birsa 13e · Sène 55e · Erding 57e · Jokič 69e          | Spectateurs : 30 413 Arbitrage : Sandryk Biton | Spectateurs : 30 413 Arbitrage : Sandryk Biton |
|                                       | Rapport                                    |     |                                                        | Spectateurs : 30 413 Arbitrage : Sandryk Biton | Spectateurs : 30 413 Arbitrage : Sandryk Biton |

### Ligue 1
| Journée 1 4 août 2007 9e place 1 point | Paris SG                | 0–0 | FC Sochaux-Montbéliard | 20:00 - Parc des Princes, Paris               |                                               |
|                                        | Traoré 49e · Rothen 58e |     | Pichot 85e             | Spectateurs : 37 400 Arbitrage : Saïd Ennjimi | Spectateurs : 37 400 Arbitrage : Saïd Ennjimi |
|                                        | Rapport                 |     |                        | Spectateurs : 37 400 Arbitrage : Saïd Ennjimi | Spectateurs : 37 400 Arbitrage : Saïd Ennjimi |

----
| Journée 2 11 août 2007 17e place 1 point | FC Sochaux-Montbéliard | 1–3 | Le Mans UC                                                   | 20:00 - Stade Auguste-Bonal, Montbéliard         |                                                  |
|                                          | Birsa 18e · Dalmat 56e |     | De Melo 22e · De Melo 30e (pen.) · De Melo 51e · De Melo 61e | Spectateurs : 14 033 Arbitrage : Philippe Malige | Spectateurs : 14 033 Arbitrage : Philippe Malige |
|                                          | Rapport                |     |                                                              | Spectateurs : 14 033 Arbitrage : Philippe Malige | Spectateurs : 14 033 Arbitrage : Philippe Malige |

----
| Journée 3 15 août 2007 16e place 2 points | Lille OSC                  | 1–1 | FC Sochaux-Montbéliard      | 20:30 - Stadium Nord, Villeneuve-d'Ascq     |                                             |
|                                           | Dumont 27e · Tahirović 87e |     | Pichot 45+1e · Dalmat 45+3e | Spectateurs : 12 029 Arbitrage : Bruno Coué | Spectateurs : 12 029 Arbitrage : Bruno Coué |
|                                           | Rapport                    |     |                             | Spectateurs : 12 029 Arbitrage : Bruno Coué | Spectateurs : 12 029 Arbitrage : Bruno Coué |

----
| Journée 4 18 août 2007 19e place 2 points | FC Sochaux-Montbéliard | 0–3 | AS Monaco                           | 17:10 - Stade Auguste-Bonal, Montbéliard      |                                               |
|                                           | Sène 65e               |     | Koller 1re · Ménez 57e · Koller 89e | Spectateurs : 14 091 Arbitrage : Stéphane Bré | Spectateurs : 14 091 Arbitrage : Stéphane Bré |
|                                           | Rapport                |     |                                     | Spectateurs : 14 091 Arbitrage : Stéphane Bré | Spectateurs : 14 091 Arbitrage : Stéphane Bré |

----
| Journée 5 25 août 2007 19e place 2 points | Valenciennes FC                                                     | 3–1 | FC Sochaux-Montbéliard | 20:00 - Stade Nungesser, Valenciennes          |                                                |
|                                           | Bezzaz 11e · Chelle 45e · Rippert 55e · Savidan 75e · M. Traoré 89e |     | Quercia 6e · Sène 53e  | Spectateurs : 13 566 Arbitrage : Philippe Kalt | Spectateurs : 13 566 Arbitrage : Philippe Kalt |
|                                           | Rapport                                                             |     |                        | Spectateurs : 13 566 Arbitrage : Philippe Kalt | Spectateurs : 13 566 Arbitrage : Philippe Kalt |

----
| Journée 6 29 août 2007 19e place 2 points | FC Sochaux-Montbéliard                                   | 1–2 | Olympique lyonnais                                     | 20:45 - Stade Auguste-Bonal, Montbéliard               |                                                        |
|                                           | Birsa 22e (pen.) · Afolabi 25e · N'Daw 46e · Quercia 67e |     | Benzema 20e · Bodmer 57e · Réveillère 76e · Rémy 90+3e | Spectateurs : 15 744 Arbitrage : Jean-Charles Cailleux | Spectateurs : 15 744 Arbitrage : Jean-Charles Cailleux |
|                                           | Rapport                                                  |     |                                                        | Spectateurs : 15 744 Arbitrage : Jean-Charles Cailleux | Spectateurs : 15 744 Arbitrage : Jean-Charles Cailleux |

----
| Journée 7 1er septembre 2007 17e place 3 points | Stade Malherbe de Caen                                               | 2–2 | FC Sochaux-Montbéliard                                                        | 20:00 - Stade Michel-d'Ornano, Caen             |                                                 |
|                                                 | Thiam 21e · Eluchans 33e · Proment 66e · Hengbart 73e · Sorbon 90+2e |     | Mathis 30e · N'Daw 51e · Perquis 57e · N'Daw 60e · Daf 67e · Birsa 72e (pen.) | Spectateurs : 18 099 Arbitrage : Antony Gautier | Spectateurs : 18 099 Arbitrage : Antony Gautier |
|                                                 | Rapport                                                              |     |                                                                               | Spectateurs : 18 099 Arbitrage : Antony Gautier | Spectateurs : 18 099 Arbitrage : Antony Gautier |

----
| Journée 8 15 septembre 2007 19e place 4 points | FC Sochaux-Montbéliard                  | 0–0 | RC Strasbourg | 20:00 - Stade Auguste-Bonal, Montbéliard     |                                              |
|                                                | Perquis 41e · Pichot 45+1e · Vargas 86e |     |               | Spectateurs : 16 087 Arbitrage : Alain Hamer | Spectateurs : 16 087 Arbitrage : Alain Hamer |
|                                                | Rapport                                 |     |               | Spectateurs : 16 087 Arbitrage : Alain Hamer | Spectateurs : 16 087 Arbitrage : Alain Hamer |

----
| Journée 9 23 septembre 2007 17e place 7 points | Stade rennais FC           | 0–2 | FC Sochaux-Montbéliard                                    | 18:00 - Stade de la route de Lorient, Rennes   |                                                |
|                                                | Thomert 26e · Marveaux 44e |     | Dagano 4e · N'Daw 30e · Dalmat 37e · Isabey 58e · Daf 82e | Spectateurs : 22 589 Arbitrage : Bruno Ruffray | Spectateurs : 22 589 Arbitrage : Bruno Ruffray |
|                                                | Rapport                    |     |                                                           | Spectateurs : 22 589 Arbitrage : Bruno Ruffray | Spectateurs : 22 589 Arbitrage : Bruno Ruffray |

----
| Journée 10 7 octobre 2007 19e place 7 points | FC Sochaux-Montbéliard | 0–1 | Toulouse FC                           | 18:00 - Stade Auguste-Bonal, Montbéliard    |                                             |
|                                              |                        |     | Ebondo 30e · Emana 74e · Elmander 78e | Spectateurs : 12 783 Arbitrage : Bruno Coué | Spectateurs : 12 783 Arbitrage : Bruno Coué |
|                                              | Rapport                |     |                                       | Spectateurs : 12 783 Arbitrage : Bruno Coué | Spectateurs : 12 783 Arbitrage : Bruno Coué |

----
| Journée 11 21 octobre 2007 19e place 8 points | AS Nancy-Lorraine       | 1–1 | FC Sochaux-Montbéliard              | 18:00 - Stade Marcel Picot, Tomblaine           |                                                 |
|                                               | Berenguer 11e · Kim 26e |     | Erding 5e · Pichot 31e · Erding 56e | Spectateurs : 18 689 Arbitrage : Bertrand Layec | Spectateurs : 18 689 Arbitrage : Bertrand Layec |
|                                               | Rapport                 |     |                                     | Spectateurs : 18 689 Arbitrage : Bertrand Layec | Spectateurs : 18 689 Arbitrage : Bertrand Layec |

| Journée 12 27 octobre 2007 17e place 11 points | FC Sochaux-Montbéliard                                                      | 2–1 | Olympique de Marseille           | 20:00 - Stade Auguste-Bonal, Montbéliard      |                                               |
|                                                | Zubar 31e (csc) · Bonnart 51e (csc) · Afolabi 60e · Pitau 65e · N'Daw 90+5e |     | Niang 9e · Zubar 33e · Cissé 79e | Spectateurs : 19 957 Arbitrage : Saïd Ennjimi | Spectateurs : 19 957 Arbitrage : Saïd Ennjimi |
|                                                | Rapport                                                                     |     |                                  | Spectateurs : 19 957 Arbitrage : Saïd Ennjimi | Spectateurs : 19 957 Arbitrage : Saïd Ennjimi |

----
| Journée 13 3 novembre 2007 18e place 12 points | OGC Nice                                          | 0–0 | FC Sochaux-Montbéliard                         | 20:00 - Stade du Ray, Nice                      |                                                 |
|                                                | Kanté 45+1e · Apam 52e · Hognon 56e · Diakité 77e |     | N'Daw 36e · Erding 58e · Josse 63e · Dramé 84e | Spectateurs : 10 221 Arbitrage : Antony Gautier | Spectateurs : 10 221 Arbitrage : Antony Gautier |
|                                                | Rapport                                           |     |                                                | Spectateurs : 10 221 Arbitrage : Antony Gautier | Spectateurs : 10 221 Arbitrage : Antony Gautier |

----
| Journée 14 10 novembre 2007 19e place 13 points | FC Sochaux-Montbéliard                              | 1–1 | AJ Auxerre                                      | 20:00 - Stade Auguste-Bonal, Montbéliard         |                                                  |
|                                                 | Richert 8e · Erding 78e · Quercia 87e · Pitau 90+1e |     | Kahlenberg 9e (pen.) · Lejeune 13e · Jaurès 42e | Spectateurs : 18 442 Arbitrage : Stéphane Lannoy | Spectateurs : 18 442 Arbitrage : Stéphane Lannoy |
|                                                 | Rapport                                             |     |                                                 | Spectateurs : 18 442 Arbitrage : Stéphane Lannoy | Spectateurs : 18 442 Arbitrage : Stéphane Lannoy |

----
| Journée 15 24 novembre 2007 19e place 13 points | AS Saint-Étienne    | 1–0 | FC Sochaux-Montbéliard   | 20:00 - Stade Geoffroy-Guichard, Saint-Étienne |                                               |
|                                                 | Dabo 12e · Ilan 82e |     | Afolabi 20e · Dalmat 32e | Spectateurs : 26 015 Arbitrage : Stéphane Bré  | Spectateurs : 26 015 Arbitrage : Stéphane Bré |
|                                                 | Rapport             |     |                          | Spectateurs : 26 015 Arbitrage : Stéphane Bré  | Spectateurs : 26 015 Arbitrage : Stéphane Bré |

----
| Journée 16 1er décembre 2007 19e place 13 points | FC Sochaux-Montbéliard | 0–2 | RC Lens                                                 | 20:00 - Stade Auguste-Bonal, Montbéliard         |                                                  |
|                                                  | Afolabi 66e            |     | Dindane 27e · lacourt 56e · Monterrubio 59e · Keita 60e | Spectateurs : 13 950 Arbitrage : Lionel Jaffredo | Spectateurs : 13 950 Arbitrage : Lionel Jaffredo |
|                                                  | Rapport                |     |                                                         | Spectateurs : 13 950 Arbitrage : Lionel Jaffredo | Spectateurs : 13 950 Arbitrage : Lionel Jaffredo |

----
| Journée 17 8 décembre 2007 19e place 13 points | FC Lorient                           | 2–1 | FC Sochaux-Montbéliard                                         | 20:00 - Stade du Moustoir, Lorient               |                                                  |
|                                                | Vahirua 1re · Saïfi 35e · Le Pen 48e |     | Pitau 42e · Isabey 53e · Afolabi 57e · Dalmat 65e · Erding 81e | Spectateurs : 11 280 Arbitrage : Olivier Lamarre | Spectateurs : 11 280 Arbitrage : Olivier Lamarre |
|                                                | Rapport                              |     |                                                                | Spectateurs : 11 280 Arbitrage : Olivier Lamarre | Spectateurs : 11 280 Arbitrage : Olivier Lamarre |

----
| Journée 18 15 décembre 2007 19e place 16 points | FC Metz                                                      | 1–2 | FC Sochaux-Montbéliard                     | 20:00 - Stade Saint-Symphorien, Metz           |                                                |
|                                                 | Renouard 23e · Bessat 36e · François 74e · Pjanić 88e (pen.) |     | Erding 11e · Pitau 28e · Dalmat 83e (pen.) | Spectateurs : 10 370 Arbitrage : Olivier Thual | Spectateurs : 10 370 Arbitrage : Olivier Thual |
|                                                 | Rapport                                                      |     |                                            | Spectateurs : 10 370 Arbitrage : Olivier Thual | Spectateurs : 10 370 Arbitrage : Olivier Thual |

| Journée 19 22 décembre 2007 19e place 16 points | FC Sochaux-Montbéliard | 0–1 | Girondins de Bordeaux    | 20:00 - Stade Auguste-Bonal, Montbéliard                           |                                                                    |
|                                                 | Mathis 77e             |     | Diawara 82e · Jussiê 85e | Spectateurs : 12 646 Arbitrage : Philippe Kalt puis Clément Turpin | Spectateurs : 12 646 Arbitrage : Philippe Kalt puis Clément Turpin |
|                                                 | Rapport                |     |                          | Spectateurs : 12 646 Arbitrage : Philippe Kalt puis Clément Turpin | Spectateurs : 12 646 Arbitrage : Philippe Kalt puis Clément Turpin |

#### Matchs retours
| Journée 20 12 janvier 2008 19e place 19 points | Le Mans UC                 | 0–2 | FC Sochaux-Montbéliard                                       | 20:00 - Stade Léon-Bollée, Le Mans              |                                                 |
|                                                | Matsui 68e · Douillard 85e |     | Perquis 44e · Erding 45e · Isabey 53e · Dalmat 62e · Daf 66e | Spectateurs : 9 714 Arbitrage : Stéphane Lannoy | Spectateurs : 9 714 Arbitrage : Stéphane Lannoy |
|                                                | Rapport                    |     |                                                              | Spectateurs : 9 714 Arbitrage : Stéphane Lannoy | Spectateurs : 9 714 Arbitrage : Stéphane Lannoy |

----
| Journée 21 19 janvier 2008 19e place 20 points | FC Sochaux-Montbéliard                                                             | 1–1 | Lille OSC                                            | 20:00 - Stade Auguste-Bonal, Montbéliard          |                                                   |
|                                                | Maurice-Belay 28e · Erding 37e · Erding 38e · Sène 72e · Dramé 87e · Perquis 90+2e |     | Debuchy 5e · Obraniak 52e · Plestan 78e · Cabaye 83e | Spectateurs : 15 862 Arbitrage : Hervé Piccirillo | Spectateurs : 15 862 Arbitrage : Hervé Piccirillo |
|                                                | Rapport                                                                            |     |                                                      | Spectateurs : 15 862 Arbitrage : Hervé Piccirillo | Spectateurs : 15 862 Arbitrage : Hervé Piccirillo |

----
| Journée 22 23 janvier 2008 19e place 20 points | AS Monaco                                 | 1–0 | FC Sochaux-Montbéliard | 20:30 - Stade Louis-II , Monaco                       |                                                       |
|                                                | Modesto 64e · Piquionne 78e · Adriano 80e |     | Pichot 40e             | Spectateurs : 7 093 Arbitrage : Jean-Charles Cailleux | Spectateurs : 7 093 Arbitrage : Jean-Charles Cailleux |
|                                                | Rapport                                   |     |                        | Spectateurs : 7 093 Arbitrage : Jean-Charles Cailleux | Spectateurs : 7 093 Arbitrage : Jean-Charles Cailleux |

----
| Journée 23 26 janvier 2008 19e place 23 points | FC Sochaux-Montbéliard                | 1–0 | Valenciennes FC          | 20:00 - Stade Auguste-Bonal, Montbéliard        |                                                 |
|                                                | Bréchet 23e · Erding 55e · Isabey 61e |     | Traoré 39e · Sanchez 56e | Spectateurs : 12 518 Arbitrage : Thierry Auriac | Spectateurs : 12 518 Arbitrage : Thierry Auriac |
|                                                | Rapport                               |     |                          | Spectateurs : 12 518 Arbitrage : Thierry Auriac | Spectateurs : 12 518 Arbitrage : Thierry Auriac |

----
| Journée 24 9 février 2008 19e place 23 points | Olympique lyonnais                                                  | 4–1 | FC Sochaux-Montbéliard                | 20:00 - Stade de Gerland, Lyon                  |                                                 |
|                                               | Bodmer 2e · Toulalan 59e · Bodmer 76e · Govou 90+1e · Benzema 90+4e |     | Erding 46e · Pancrate 52e · Pitau 58e | Spectateurs : 35 904 Arbitrage : Antony Gautier | Spectateurs : 35 904 Arbitrage : Antony Gautier |
|                                               | Rapport                                                             |     |                                       | Spectateurs : 35 904 Arbitrage : Antony Gautier | Spectateurs : 35 904 Arbitrage : Antony Gautier |

| Journée 25 16 février 2008 19e place 24 points | FC Sochaux-Montbéliard                       | 1–1 | SM Caen                  | 20:00 - Stade Auguste-Bonal, Montbéliard         |                                                  |
|                                                | Afolabi 15e · Maurice-Belay 40e · Dalmat 48e |     | Thiam 14e · Gouffran 55e | Spectateurs : 11 378 Arbitrage : Philippe Malige | Spectateurs : 11 378 Arbitrage : Philippe Malige |
|                                                | Rapport                                      |     |                          | Spectateurs : 11 378 Arbitrage : Philippe Malige | Spectateurs : 11 378 Arbitrage : Philippe Malige |

----
| Journée 26 23 février 2008 19e place 27 points | RC Strasbourg                             | 0–2 | FC Sochaux-Montbéliard  | 20:00 - Stade de la Meinau, Strasbourg         |                                                |
|                                                | Lacour 68e · Johansen 74e · Bellaïd 90+3e |     | Isabey 14e · Erding 36e | Spectateurs : 17 084 Arbitrage : Olivier Thual | Spectateurs : 17 084 Arbitrage : Olivier Thual |
|                                                | Rapport                                   |     |                         | Spectateurs : 17 084 Arbitrage : Olivier Thual | Spectateurs : 17 084 Arbitrage : Olivier Thual |

----
| Journée 27 1er mars 2008 19e place 28 points | FC Sochaux-Montbéliard | 0–0 | Stade rennais | 20:00 - Stade Auguste-Bonal, Montbéliard         |                                                  |
|                                              | Pichot 42e             |     | Fanni 90+2e   | Spectateurs : 14 564 Arbitrage : Laurent Duhamel | Spectateurs : 14 564 Arbitrage : Laurent Duhamel |
|                                              | Rapport                |     |               | Spectateurs : 14 564 Arbitrage : Laurent Duhamel | Spectateurs : 14 564 Arbitrage : Laurent Duhamel |

----
| Journée 28 8 mars 2008 18e place 31 points | Toulouse FC                         | 1–2 | FC Sochaux-Montbéliard                                                              | 20:00 - Stadium, Toulouse                    |                                              |
|                                            | Cetto 10e · Sirieix 67e · Emana 83e |     | Erding 6e · Erding 21e · Perquis 59e · Maurice-Belay 70e · Pichot 76e · Afolabi 80e | Spectateurs : 19 109 Arbitrage : Eric Poulat | Spectateurs : 19 109 Arbitrage : Eric Poulat |
|                                            | Rapport                             |     |                                                                                     | Spectateurs : 19 109 Arbitrage : Eric Poulat | Spectateurs : 19 109 Arbitrage : Eric Poulat |

| Journée 29 15 mars 2008 18e place 32 points | FC Sochaux-Montbéliard                            | 1–1 | AS Nancy-Lorraine                      | 20:00 - Stade Auguste-Bonal, Montbéliard    |                                             |
|                                             | Bréchet 21e · Pitau 30e · Erding 55e · Traoré 57e |     | Hadji 30e · Zerka 82e · André Luiz 85e | Spectateurs : 16 487 Arbitrage : Bruno Coué | Spectateurs : 16 487 Arbitrage : Bruno Coué |
|                                             | Rapport                                           |     |                                        | Spectateurs : 16 487 Arbitrage : Bruno Coué | Spectateurs : 16 487 Arbitrage : Bruno Coué |

| Journée 30 22 mars 2008 16e place 35 points | Olympique de Marseille | 0–1 | FC Sochaux-Montbéliard | 20:00 - Stade Vélodrome, Marseille              |                                                 |
|                                             |                        |     | N'Daw 3e · Dalmat 20e  | Spectateurs : 51 435 Arbitrage : Thierry Auriac | Spectateurs : 51 435 Arbitrage : Thierry Auriac |
|                                             | Rapport                |     |                        | Spectateurs : 51 435 Arbitrage : Thierry Auriac | Spectateurs : 51 435 Arbitrage : Thierry Auriac |

----
| Journée 31 30 mars 2008 14e place 38 points | FC Sochaux-Montbéliard                          | 1–0 | OGC Nice                                 | 16:00 - Stade Auguste-Bonal, Montbéliard      |                                               |
|                                             | Jokić 39e · Afolabi 45e · Pitau 60e · Pitau 88e |     | Diakite 73e · Laslandes 76e · Apam 90+3e | Spectateurs : 19 303 Arbitrage : Tony Chapron | Spectateurs : 19 303 Arbitrage : Tony Chapron |
|                                             | Rapport                                         |     |                                          | Spectateurs : 19 303 Arbitrage : Tony Chapron | Spectateurs : 19 303 Arbitrage : Tony Chapron |

----
| Journée 32 5 avril 2008 13e place 41 points | AJ Auxerre | 0–1 | FC Sochaux-Montbéliard               | 20:00 - Stade de l'Abbé-Deschamps, Auxerre    |                                               |
|                                             |            |     | Mathis 37e · Perquis 44e · Jokić 66e | Spectateurs : 10 282 Arbitrage : Stéphane Bré | Spectateurs : 10 282 Arbitrage : Stéphane Bré |
|                                             | Rapport    |     |                                      | Spectateurs : 10 282 Arbitrage : Stéphane Bré | Spectateurs : 10 282 Arbitrage : Stéphane Bré |

----
| Journée 33 12 avril 2008 13e place 42 points | FC Sochaux-Montbéliard | 1–1 | AS Saint-Étienne   | 20:00 - Stade Auguste-Bonal, Montbéliard       |                                                |
|                                              | Grax 68e               |     | Ilan 8e · Sall 73e | Spectateurs : 19 921 Arbitrage : Olivier Thual | Spectateurs : 19 921 Arbitrage : Olivier Thual |
|                                              | Rapport                |     |                    | Spectateurs : 19 921 Arbitrage : Olivier Thual | Spectateurs : 19 921 Arbitrage : Olivier Thual |

----
| Journée 34 19 avril 2008 14e place 42 points | RC Lens                                                                            | 3–2 | FC Sochaux-Montbéliard                              | 17:10 - Stade Félix-Bollaert, Lens             |                                                |
|                                              | Coulibaly 6e · Kovacevic 12e · Dindane 51e · Keita 58e · Dindane 70e · Mangane 85e |     | N'Daw 10e · Traoré 45+2e · Erding 49e · Bréchet 79e | Spectateurs : 39 478 Arbitrage : Fredy Fautrel | Spectateurs : 39 478 Arbitrage : Fredy Fautrel |
|                                              | Rapport                                                                            |     |                                                     | Spectateurs : 39 478 Arbitrage : Fredy Fautrel | Spectateurs : 39 478 Arbitrage : Fredy Fautrel |

----
| Journée 35 26 avril 2008 13e place 43 points | FC Sochaux-Montbéliard   | 1–1 | FC Lorient                             | 20:00 - Stade Auguste-Bonal, Montbéliard       |                                                |
|                                              | Perquis 62e · Erding 80e |     | Jouffre 44e · Abriel 45+1e · Ciani 86e | Spectateurs : 17 361 Arbitrage : Philippe Kalt | Spectateurs : 17 361 Arbitrage : Philippe Kalt |
|                                              | Rapport                  |     |                                        | Spectateurs : 17 361 Arbitrage : Philippe Kalt | Spectateurs : 17 361 Arbitrage : Philippe Kalt |

----
| Journée 36 3 mai 2008 13e place 44 points | FC Sochaux-Montbéliard | 0–0 | FC Metz | 20:00 - Stade Auguste-Bonal, Montbéliard        |
|                                           |                        |     |         | Spectateurs : 17 680 Arbitrage : Thierry Auriac |
|                                           | Rapport                |     |         |                                                 |

----
| Journée 37 10 mai 2008 14e place 44 points | Girondins de Bordeaux                      | 2–0 | FC Sochaux-Montbéliard  | 20:45 - Stade Chaban-Delmas, Bordeaux        |                                              |
|                                            | Fernando 45+2e · Chamakh 59e · Obertan 66e |     | N'Daw 21e · Afolabi 71e | Spectateurs : 32 487 Arbitrage : Alain Hamer | Spectateurs : 32 487 Arbitrage : Alain Hamer |
|                                            | Rapport                                    |     |                         | Spectateurs : 32 487 Arbitrage : Alain Hamer | Spectateurs : 32 487 Arbitrage : Alain Hamer |

----
| Journée 38 17 mai 2008 14e place 44 points | FC Sochaux-Montbéliard              | 1–2 | Paris SG                                        | 20:45 - Stade Auguste-Bonal, Montbéliard        |                                                 |
|                                            | Afolabi 25e · N'Daw 74e · N'Daw 85e |     | Diané 23e · Rothen 38e · Armand 52e · Diané 83e | Spectateurs : 19 873 Arbitrage : Bertrand Layec | Spectateurs : 19 873 Arbitrage : Bertrand Layec |
|                                            | Rapport                             |     |                                                 | Spectateurs : 19 873 Arbitrage : Bertrand Layec | Spectateurs : 19 873 Arbitrage : Bertrand Layec |

## Coupe de l'UEFA
| 1er tour Aller 20 septembre 2007 | FC Sochaux-Montbéliard | 0–2 | Panionios                                                  | 18:30 - Stade Auguste-Bonal, Montbéliard                    |                                                             |
|                                  | Pitau 33e              |     | Djebbour 28e · Djebbour 42e · Fernandez 54e · Kumordzi 75e | Spectateurs : 9 469 Arbitrage : Sorin Corpodean ( Roumanie) | Spectateurs : 9 469 Arbitrage : Sorin Corpodean ( Roumanie) |
|                                  | rapport                |     |                                                            | Spectateurs : 9 469 Arbitrage : Sorin Corpodean ( Roumanie) | Spectateurs : 9 469 Arbitrage : Sorin Corpodean ( Roumanie) |

----
| 1er tour Retour 4 octobre 2007 Buts cumulés : 1-2 Dont à l'extérieur : 1-2 | Panionios                                              | 0–1 | FC Sochaux-Montbéliard                                    | 21:00 - stade Nea Smyrni, Athènes                     |                                                       |
|                                                                            | Makos 5e · Kumordzi 44e · Fernandez 71e · Maniatis 75e |     | Perquis 40e · Isabey 44e · Kumordzi 53e (csc) · N'Daw 81e | Spectateurs : 9 000 Arbitrage : Alan Kelly ( Irlande) | Spectateurs : 9 000 Arbitrage : Alan Kelly ( Irlande) |
|                                                                            | rapport                                                |     |                                                           | Spectateurs : 9 000 Arbitrage : Alan Kelly ( Irlande) | Spectateurs : 9 000 Arbitrage : Alan Kelly ( Irlande) |

----

## Coupe de la Ligue
| Seizième de finale 25 septembre 2007 | Valenciennes FC                                | 2–1 | FC Sochaux-Montbéliard | 21:00 - Stade Nungesser, Valenciennes         |                                               |
|                                      | Mater 22e · Audel 50e · Sebo 61e · Mater 90+2e |     | Isabey 48e             | Spectateurs : 4 572 Arbitrage : Fredy Fautrel | Spectateurs : 4 572 Arbitrage : Fredy Fautrel |
|                                      | Rapport                                        |     |                        | Spectateurs : 4 572 Arbitrage : Fredy Fautrel | Spectateurs : 4 572 Arbitrage : Fredy Fautrel |

----

## Coupe de France
| Trente-deuxième de finale 6 janvier 2008 | US Maubeuge (DH)      | 0–2 | FC Sochaux-Montbéliard                 | 15:00 - Stade Nungesser, Valenciennes            |                                                  |
|                                          | N'Koa 40e · Wattu 83e |     | Dagano 10e · Vargas 56e · Dagano 90+1e | Spectateurs : 4 378 Arbitrage : Hervé Piccirillo | Spectateurs : 4 378 Arbitrage : Hervé Piccirillo |
|                                          | Rapport               |     |                                        | Spectateurs : 4 378 Arbitrage : Hervé Piccirillo | Spectateurs : 4 378 Arbitrage : Hervé Piccirillo |

| Seizième de finale 3 février 2008     | FC Sochaux-Montbéliard                          | 1–1 TAB 4-3                                | Montpellier HSC (L2)                                                             | 17:00 - Stade Auguste-Bonal, Montbéliard        |                                                 |
|                                       | Isabey 33e · Erding 41e · Sène 49e · Traoré 70e |                                            | Carotti 41e · Montaño 44e · Clément 60e · Saihi 79e · Dzodic 90e · Jourdren 112e | Spectateurs : 8 579 Arbitrage : Olivier Lamarre | Spectateurs : 8 579 Arbitrage : Olivier Lamarre |
|                                       | Rapport                                         |                                            |                                                                                  | Spectateurs : 8 579 Arbitrage : Olivier Lamarre | Spectateurs : 8 579 Arbitrage : Olivier Lamarre |
| Birsa · Dalmat · Maurice-Belay · Sène | Tirs au but 4–3                                 | Saihi · Dzodic · Clément · Ngambi · Camara |                                                                                  | Spectateurs : 8 579 Arbitrage : Olivier Lamarre | Spectateurs : 8 579 Arbitrage : Olivier Lamarre |

| Huitième de finale 18 mars 2008 | Olympique lyonnais                    | 2–1 | FC Sochaux-Montbéliard (L1)                              | 21:00 - Stade de Gerland, Lyon Arbitre : Fredy Fautrel Spectateurs : 20 012 |  |
|                                 | Benzema 56e · Keita 69e · Benzema 91e |     | Grax 21e · Mathis 43e · N'Daw 47e · Daf 71e · Traoré 90e |                                                                             |  |
|                                 | Rapport                               |     |                                                          |                                                                             |  |

## Affluences à domicile
| - Moyenne : 15.931 (taux de remplissage : 79,6 %) - Maximale : 19.957 contre l'Olympique de Marseille - Minimale : 8.579 contre le Montpellier HSC |  | - Moyenne : 15.273 (taux de remplissage : 76,3 %) - Maximale : 19.957 contre l'Olympique de Marseille - Minimale : 11.378 contre le SM Caen |

## Bilan par joueur
|                       | Championnat | Championnat | Coupe de France | Coupe de France | Coupe de la Ligue | Coupe de la Ligue | Trophée des champions | Trophée des champions | Coupe UEFA | Coupe UEFA | Total   | Total |
| Joueur                | Matchs      | Buts        | Matchs          | Buts            | Matchs            | Buts              | Match                 | Buts                  | Matchs     | Buts       | Matchs  | Buts  |
| --------------------- | ----------- | ----------- | --------------- | --------------- | ----------------- | ----------------- | --------------------- | --------------------- | ---------- | ---------- | ------- | ----- |
| Rabiu Afolabi         | 27          | -           | 1               | -               | 1                 | -                 | 1                     | -                     | 2          | -          | 32      | -     |
| Álvaro Santos         | 0(3)        | 0           | -               | -               | -                 | -                 | 0(1)                  | 0                     | -          | -          | 0(4)    | 0     |
| Valter Birsa          | 13(9)       | 3           | 1(1)            | 0               | 1                 | 0                 | 1                     | 1                     | 2          | 0          | 18 (10) | 4     |
| Jérémie Bréchet       | 21          | 2           | 3               | -               | -                 | -                 | -                     | -                     | -          | -          | 24      | 2     |
| Omar Daf              | 6(2)        | 0           | 1               | 0               | 1                 | 0                 | -                     | -                     | 0(1)       | 0          | 8(3)    | 0     |
| Moumouni Dagano       | 11 (10)     | -           | 1               | 2               | 1                 | -                 | -                     | -                     | 1(1)       | -          | 14 (11) | 2     |
| Stéphane Dalmat       | 32 (3)      | 3           | 1(1)            | -               | -                 | -                 | 1                     | -                     | 2          | -          | 36 (4)  | 3     |
| Boukary Dramé         | 9(1)        | 0           | 1               | 0               | 1                 | 0                 | -                     | -                     | -          | -          | 11(1)   | 0     |
| Hakim El Bounadi      | -           | -           | -               | -               | -                 | -                 | 1                     | 0                     | -          | -          | 1(0)    | 0     |
| Mevlüt Erding         | 24 (5)      | 11          | 1 (1)           | -               | (1)               | 0                 | (1)                   | -                     | (1)        | -          | 25 (9)  | 11    |
| Sébastien Grax        | 6(6)        | 1           | 1 (2)           | -               | -                 | -                 | 1                     | 0                     | -          | -          | 8(8)    | 1     |
| Michaël Isabey        | 31 (6)      | 3           | 1 (1)           | 1               | 1                 | 1                 | 1                     | 0                     | 1          | -          | 35(7)   | 5     |
| Bojan Jokić           | 15(2)       | 0           | 2               | 0               | -                 | -                 | 1                     | 0                     | 1          | 0          | 19(2)   | -     |
| Maxime Josse          | 10(2)       | 0           | 0(1)            | 0               | 1                 | 0                 | -                     | -                     | -          | -          | 11(3)   | -     |
| Julien Quercia        | 9(9)        | 1           | -               | -               | -                 | -                 | 0(1)                  | 0                     | 0(2)       | 0          | 9(12)   | 1     |
| Lionel Mathis         | 8(8)        | 0           | 3               | 0               | 1                 | 0                 | -                     | -                     | -          | -          | 12(8)   | -     |
| Nicolas Maurice-Belay | 16 (9)      | 1           | 1(1)            | 0               | (1)               | 0                 | -                     | -                     | -          | -          | 17(11)  | 1     |
| Guirane N'Daw         | 29 (1)      | 3           | 1               | -               | 1                 | -                 | -                     | -                     | 2          | -          | 32 (1)  | 3     |
| Vincent Nogueira      | 1(2)        | -           | -               | -               | -                 | -                 | -                     | -                     | -          | -          | 1(2)    | -     |
| Fabrice Pancrate      | 11 (7)      | 1           | 2               | -               | 1                 | 0                 | -                     | -                     | 1 (1)      | 0          | 15 (8)  | 1     |
| Damien Perquis        | 23          | 1           | 2               | 0               | -                 | -                 | -                     | -                     | 2          | 0          | 27      | 1     |
| Stéphane Pichot       | 32(2)       | -           | 2               | -               | -                 | -                 | 1                     | -                     | 2          | -          | 37(2)   | -     |
| Romain Pitau          | 29(3)       | 2           | -               | -               | -                 | -                 | 1                     | 0                     | 2          | 0          | 32(3)   | 2     |
| Sloan Privat          | (1)         | -           | -               | -               | -                 | -                 | -                     | -                     | -          | -          | (1)     | -     |
| Teddy Richert         | 38          | -           | 3               | -               | 1                 | -                 | 1                     | -                     | 2          | 0          | 45      | -     |
| Badara Sène           | 11 (2)      | -           | 3               | -               | 0 (1)             | -                 | 1                     | -                     | 1          | -          | 16 (3)  | -     |
| Kandia Traoré         | 6 (7)       | -           | 1 (1)           | 1               | -                 | -                 | -                     | -                     | -          | -          | 7 (8)   | 1     |
| Gonzalo Vargas        | 0(4)        | 0           | 1               | 0               | -                 | -                 | -                     | -                     | 1          | 0          | 2(4)    | -     |
| Équipe                | 38          | 34          | 3               | 4               | 1                 | 1                 | 1                     | 1                     | 2          | 1          | 45      | 41    |

## Transferts

### Mercato d'été
| Nom                         | Nationalité | Contrat         | Provenance/Destination |
| Arrivées                    |             |                 |                        |
| Frédéric Hantz (Entraîneur) | France      | 2 ans           | Le Mans UC             |
| Bojan Jokič                 | Slovénie    | 4 ans           | ND Gorica              |
| Lionel Mathis               | France      | 4 ans           | AJ Auxerre             |
| Stéphane Dalmat             | France      | 2 ans           | Girondins de Bordeaux  |
| Maxime Josse                | France      | Retour de prêt  | Stade Brestois         |
| Benjamin Genghini           | France      | Retour de prêt  | US Raon                |
| Nicolas Maurice-Belay       | France      | 4 ans           | AS Monaco              |
| Boukary Dramé               | Sénégal     | 4 ans           | Paris SG               |
| Damien Perquis              | France      | Prêt            | AS Saint-Étienne       |
| Fabrice Pancrate            | France      | Prêt            | Paris SG               |
| Gonzalo Vargas              | Uruguay     | Prêt            | AS Monaco              |
| Départs                     |             |                 |                        |
| Alain Perrin (Entraîneur)   | France      | Contrat résilié | Olympique lyonnais     |
| Karim Ziani                 | Algérie     | Transfert       | Olympique de Marseille |
| Anthony Le Tallec           | France      | Retour de prêt  | Liverpool FC           |
| Fousseni Diawara            | Mali        | Retour de prêt  | AS Saint-Étienne       |
| Jérôme Leroy                | France      | Contrat résilié | Stade rennais          |
| Jérémy Deichelbohrer        | France      | Fin de contrat  | Tours FC               |
| Lionel Potillon             | France      | Fin de contrat  | Retraite sportive      |
| Johann Lonfat               | Suisse      | Fin de contrat  | Servette FC            |
| Philippe Brunel             | France      | Fin de contrat  | SCO Angers             |
| Toufik Zerara               | France      | Fin de contrat  | Germinal Beerschot A.  |
| Robin Previtali             | France      | Prêt            | AS Beauvais            |
| Duško Tošić                 | Serbie      | Transfert       | Werder Brême           |
| Valéry Mezague              | Cameroun    | Prêt            | Le Havre AC            |
| Álvaro Santos               | Brésil      | Prêt            | RC Strasbourg          |

### Mercato d'hiver
| Date        | Nom                               | Nationalité   | Modalité                      | Provenance/Destination | Division        |
| Arrivées    |                                   |               |                               |                        |                 |
| 2 janvier   | Francis Gillot (entraineur)       | France        | Recruté libre (? ans et demi) | RC Lens                | Ligue 1         |
| 9 janvier   | René Lobello (entraineur adjoint) | France        | Recruté libre (? ans et demi) | AS Porto Vecchio       | DH Corse        |
| 16 janvier  | Kandia Traoré                     | Côte d'Ivoire | Recruté libre (3 ans et demi) | Al Wasl                | Championnat EAU |
| Départs     |                                   |               |                               |                        |                 |
| 12 décembre | Frédéric Hantz (Entraîneur)       | France        | Contrat résilié               | -                      | -               |
| 28 janvier  | Hakim El Bounadi                  | Maroc         | Prêt (6 mois)                 | Clermont Foot          | Ligue 2         |
| 30 janvier  | Julien Quercia                    | France        | Transfert (1 M€)              | AJ Auxerre             | Ligue 1         |